# گنبد علویان
گنبد علویان در چهار باغ علویان در نزدیکی میدان امامزاده عبدالله شهر همدان قرار دارد. این اثر یکی از شاهکارهای معماری و گچ‌بری بعد از اسلام در همدان است، و طی شماره ۹۴ در تاریخ ۱۵/۱۰/۱۳۱۰ در فهرست آثار ملی به ثبت رسیده‌است.

## تاریخچه
بر اساس شناسنامه فنی بنا، این گنبد یکی از یادمانهای متعلق به اواخر دوره سلجوقیان در قرن ششم هجری است که توسط خاندان علویان ابتدا به عنوان مسجد احداث شده بوده‌است. در دوره‌های بعد با ایجاد سردابی در زیر زمین به مقبره آن خاندان تبدیل گردیده‌است. خاقانی به کنایه از آن به عنوان گنبد سبز یاد نموده‌است و فرهنگ عامیانه مردم استان همدان نیز بر این امر دلالت دارد

## نگارخانه

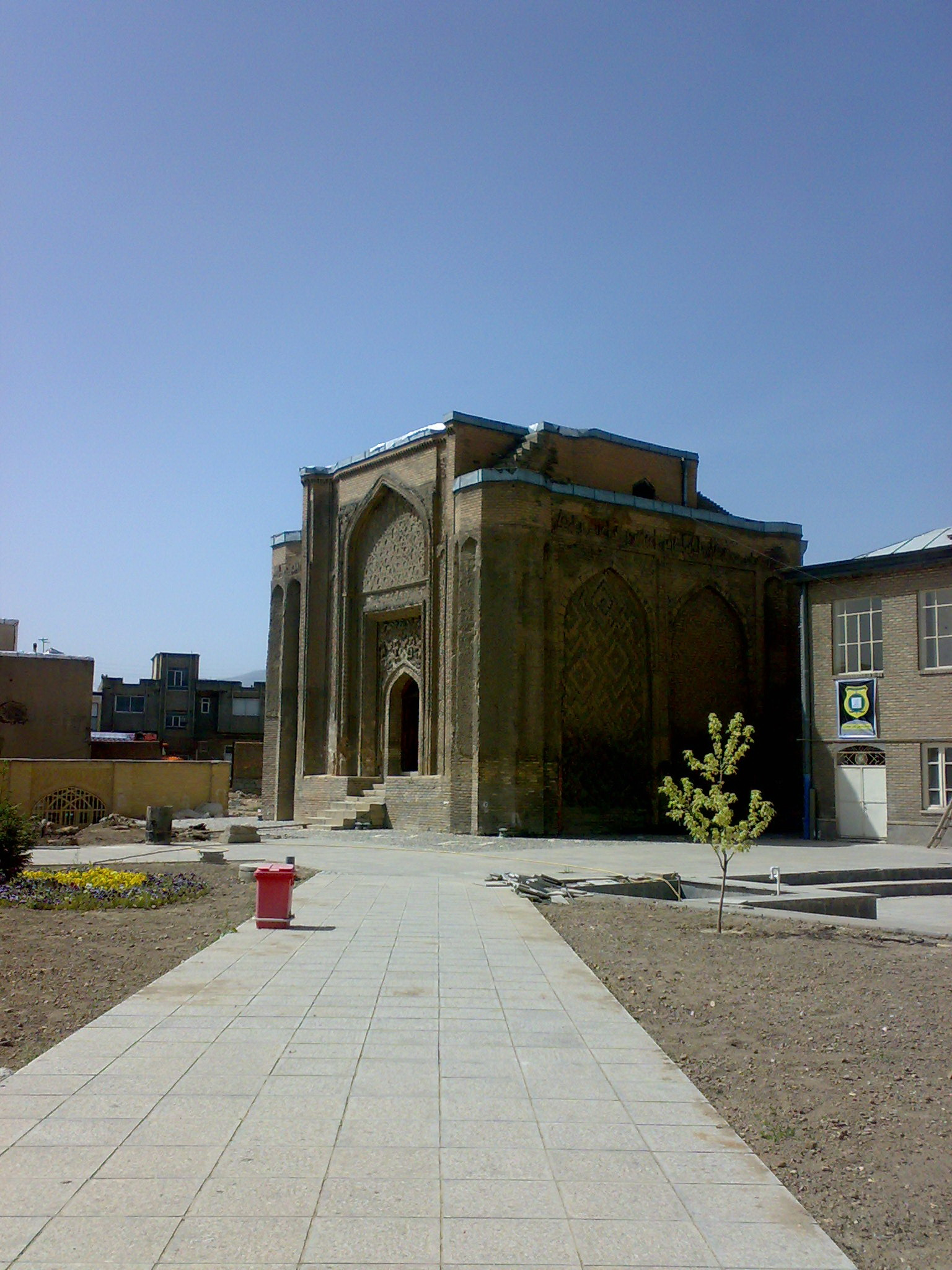
گنبد علویان
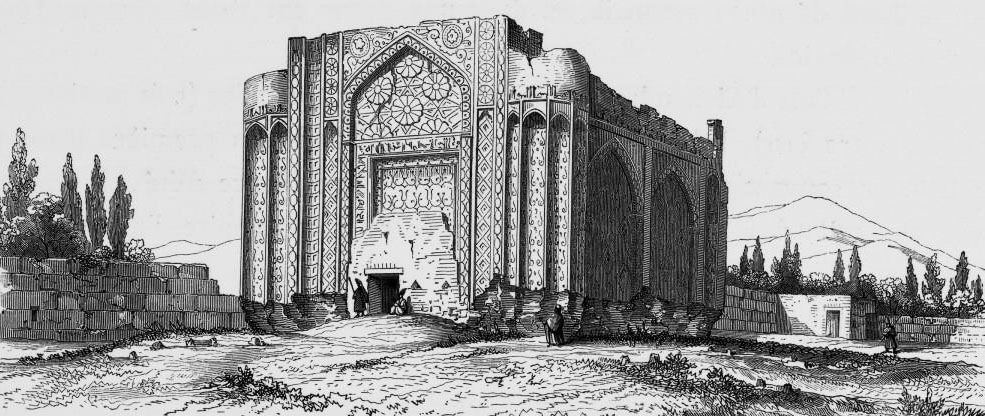
در اوایل دوران قاجار
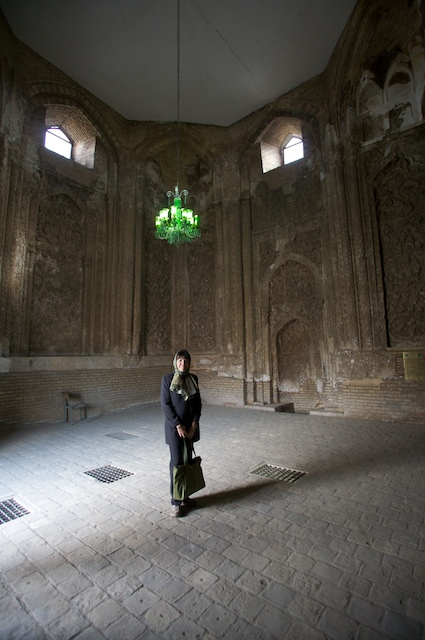
نمای درونی
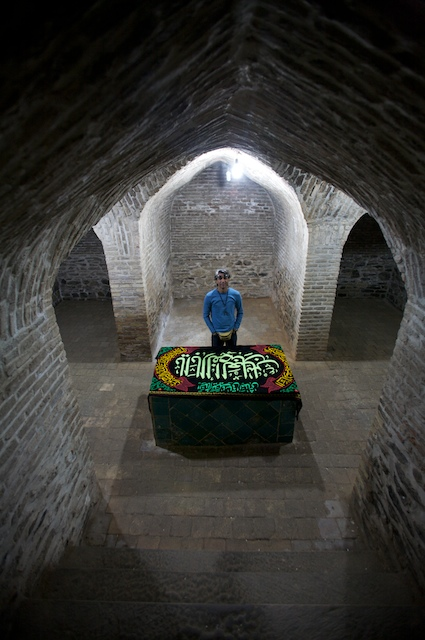
درون گنبد
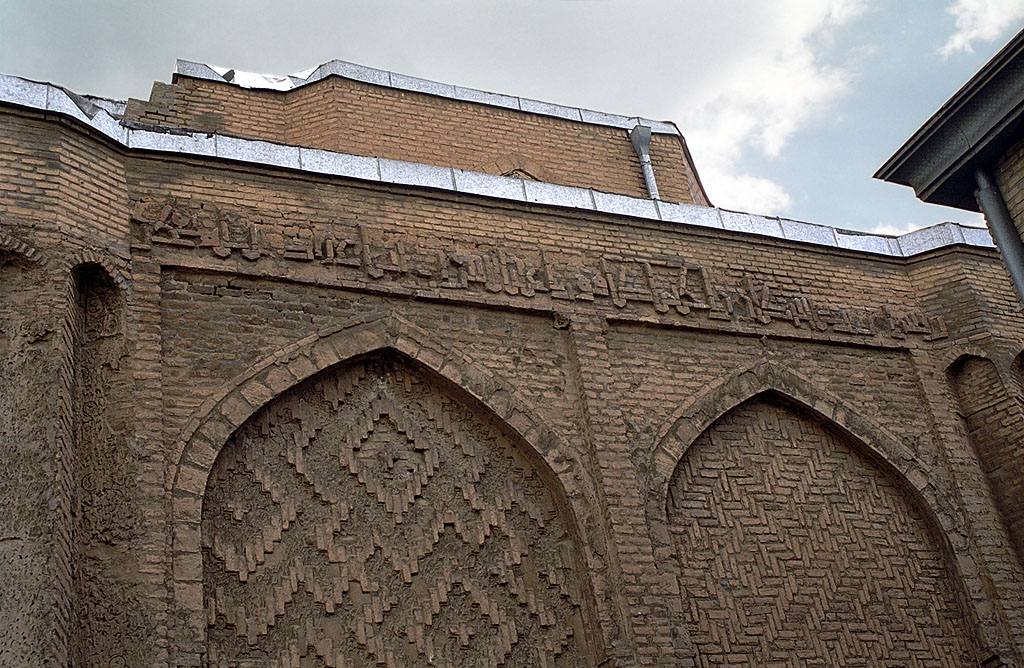
آجرکاری بیرونی
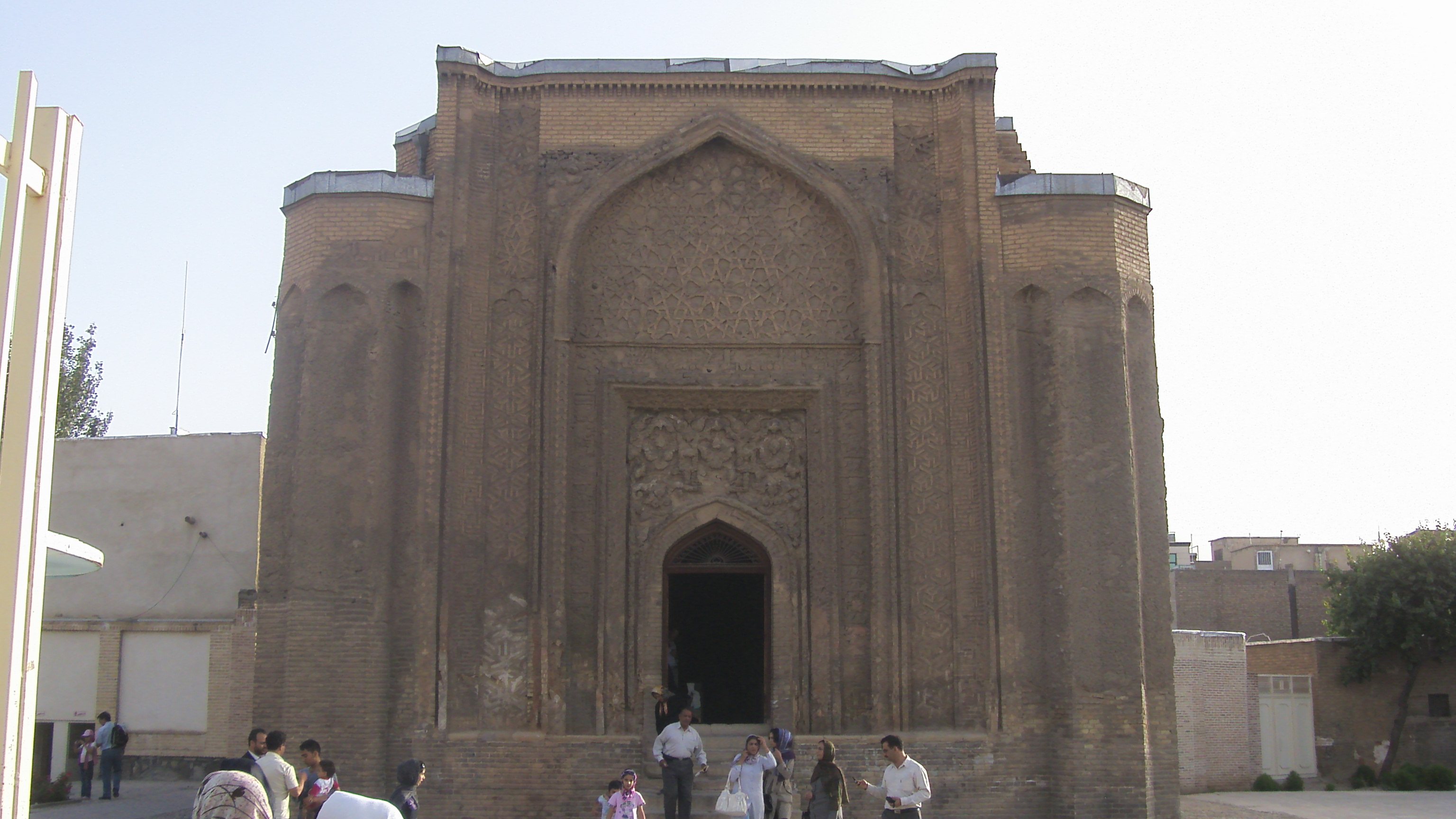
نمای روبرو